# 克莱拉克 (吉伦特省)
克莱拉克（法語：Cleyrac，法語發音：[klɛʁak]）是法国吉伦特省的一个市镇，位于该省东南部，属于朗贡区。

## 地理
克莱拉克（44°43'11"N, 0°2'18"W）面积6.07 平方千米，位于法国新阿基坦大区吉倫特省，该省份为法国西南部沿海省份，是法國本土面积最大的省，北起滨海夏朗德省，西临大西洋，南至朗德省，东南接洛特-加龍省，东临多爾多涅省。
与克莱拉克接壤的市镇（或旧市镇、城区）包括：莫里亚克、卡佐吉塔、布拉西蒙、科蒙、吉耶讷地区索沃泰尔。

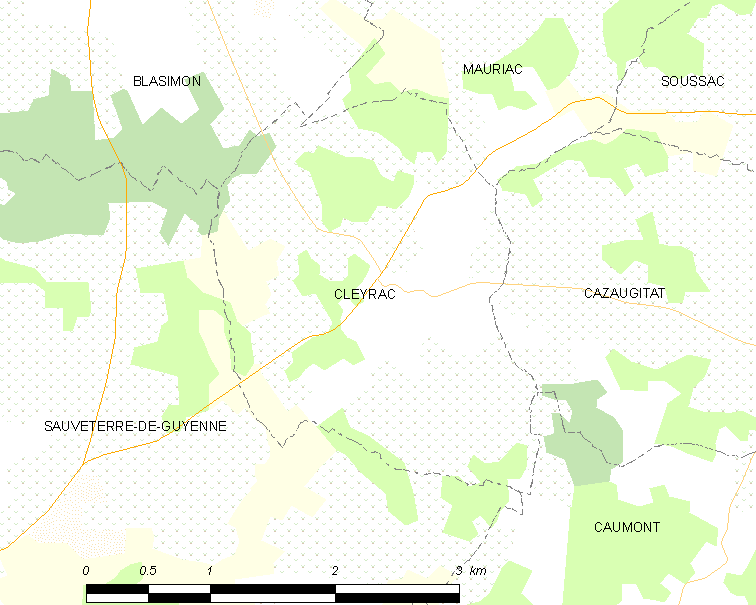
的OSM定位图

克莱拉克的时区为UTC+01:00、UTC+02:00（夏令时）。

## 行政
克莱拉克的邮政编码为33540，INSEE市镇编码为33129。

## 政治
克莱拉克所属的省级选区为勒雷奥莱-莱巴斯蒂德县。

## 人口

1962-2008年间人口变化图示

克莱拉克于2022年1月1日时的人口数量为150人。